# (9428) Angelalouise
(9428) Angelalouise est un astéroïde de la ceinture principale.

## Description
(9428) Angelalouise est un astéroïde de la ceinture principale. Il fut découvert le 26 février 1996 à Church Stretton par Stephen P. Laurie
. Il présente une orbite caractérisée par un demi-grand axe de 2,71 UA, une excentricité de 0,18 et une inclinaison de 17,6° par rapport à l'écliptique.

## Compléments